# Nordjylland régió
Az Észak-jütlandi régió (dánul Region Nordjylland) a 2007. január 1-jén életbe lépett közigazgatási reform szerint Dánia öt régiójának egyike Jütland északi részén. Székhelye Aalborg.
Az új Észak-jütlandi régió a korábbi Nordjylland megyét, valamint Viborg megye északi részét és Århus megye egy kis darabját foglalja magába.

## Községek

Az Észak-jütlandi régió községei

Dánia 98 községe közül a régió az alábbi 11-et foglalja magába:
- Aalborg község
- Brønderslev község
- Frederikshavn község
- Hjørring község
- Jammerbugt község
- Læsø község
- Mariagerfjord község
- Morsø község
- Rebild község
- Thisted község
- Vesthimmerland község

## Külső hivatkozások
- Hivatalos honlap (dánul)